# Maxime Rodinson
Maxime Rodinson, född 26 januari 1915 i Paris, död 23 maj 2004 Marseille, var en fransk marxistisk historiker och sociolog. Han var professor vid École pratique des hautes études (EPHE).

## Biografi
Maxime Rodinson föddes i Paris år 1915 i en judisk familj. Hans föräldrar deporterades 1943 till Auschwitz, där de mördades.
År 1937 gick Rodinson med i Parti communiste français (PCI), men han blev 1958 utesluten efter att ha riktat kritik mot partiet.